# Presidenti del Mozambico
I presidenti del Mozambico dal 1975 (data di indipendenza dal Portogallo) ad oggi sono i seguenti.

## Lista
| Presidente                        | Presidente | Presidente | Partito                             | Elezione   | Mandato          | Mandato          |
| Presidente                        | Presidente | Presidente | Partito                             | Elezione   | Inizio           | Fine             |
| --------------------------------- | ---------- | --- | ----------------------------------- | ---------- | ---------------- | ---------------- |
| Repubblica Popolare del Mozambico |            | |                                     |            |                  |                  |
|                                   |            | Samora Machel | Fronte di Liberazione del Mozambico | 1977       | 25 giugno 1975   | 19 ottobre 1986  |
|                                   |            | Ufficio politico del Fronte di Liberazione del Mozambico ad interim Membri del 1986: Marcelino dos Santos Joaquim Chissano Alberto Chipande Armando Guebuza Jorge Rebelo Mariano de Araújo Matsinhe Sebastião Marcos Mabote Jacinto Soares Veloso Mário da Graça Machungo José Óscar Monteiro | Fronte di Liberazione del Mozambico | ad interim | 19 ottobre 1986  | 6 novembre 1986  |
|                                   |            | Joaquim Chissano | Fronte di Liberazione del Mozambico | 1986       | 6 novembre 1986  | 1º dicembre 1990 |
| Repubblica del Mozambico          |            | |                                     |            |                  |                  |
|                                   |            | Joaquim Chissano | Fronte di Liberazione del Mozambico | 1994, 1999 | 1º dicembre 1990 | 2 febbraio 2005  |
|                                   |            | Armando Guebuza | Fronte di Liberazione del Mozambico | 2004, 2009 | 2 febbraio 2005  | 15 gennaio 2015  |
|                                   |            | Filipe Nyusi | Fronte di Liberazione del Mozambico | 2014, 2019 | 15 gennaio 2015  | 15 gennaio 2025  |
|                                   |            | Daniel Chapo | Fronte di Liberazione del Mozambico | 2024       | 15 gennaio 2025  | in carica        |